# Régions autonomes serbes
D'août 1990 à novembre 1991, lors de l'éclatement de la Yougoslavie, plusieurs régions autonomes serbes,,, ou districts (serbe : Српска аутономна област (САО) / Srpska autonomna oblast (SAO)) ont été proclamées dans les républiques yougoslaves de SR Croatie et SR Bosnie-Herzégovine,. Il s'agissait d'entités autonomes habitées par des Serbes qui se sont ensuite unies dans leur république respective pour former la république serbe de Krajina en Croatie et la Republika Srpska en Bosnie-Herzégovine.

## SAO en Croatie

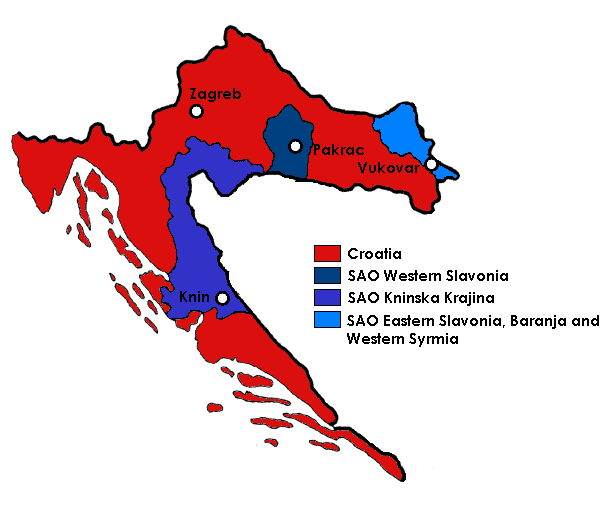
Régions autonomes serbes (SAO) en Croatie.

- Région autonome serbe de Kninska Krajina (plus tard SAO Krajina)[6]
- Région autonome serbe de Slavonie, Baranja et Syrmia occidentale
- Région autonome serbe de Slavonie occidentale

## SAO en Bosnie-Herzégovine
Le Parti démocratique serbe a créé des Régions autonomes serbes (SAO) en Bosnie-Herzégovine  sur des territoires à majorité serbe. Entre septembre et novembre 1991, six entités avaient été proclaméesː 

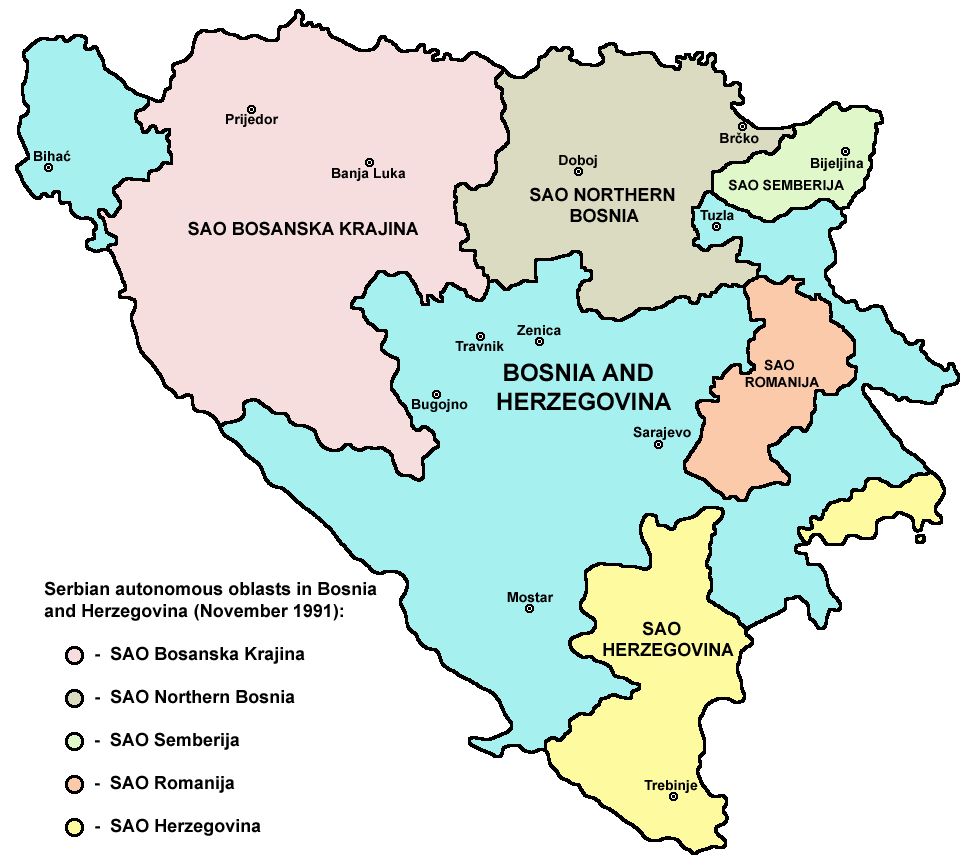
Régions Autonomes Serbes (SAO) en Bosnie-Herzégovine (novembre 1991)

- SAO Bosnian Krajina (ou RAK), formée pour la première fois en tant que région autonome de Krajina en avril 1991. C'était la plus grande région, mais après l'échec de la  fusion avec SAO Krajina en Croatie, elle a été rebaptisée SAO Bosanska Krajina  en septembre 1991[9].
- SAO de Bosnie du Nord-Est  formée en septembre 1991; renommé SAO  Semberija en novembre 1991 et SAO Semberija i Majevica en décembre 1991.
- SAO de Bosnie du Nord, formée en novembre 1991, n'a jamais totalement contrôlé son territoire proclamé.
- SAO Ozren-Posavina, prévue à partir de municipalités majoritairement bosniaques et croates du nord de la Bosnie, mais pas entièrement établie.
- SAO Romanija, créée en septembre 1991, et SAO Birač, constituée en novembre 1991; combiné en novembre 1991 sous le nom de SAO Romanija-Birač[10].
- SAO Herzegovina (également connue sous le nom de SAO Herzegovina de l'est), créée en septembre 1991.

Les Serbes de Bosnie ont créé leur propre parlement après avoir quitté le parlement bosnien en octobre 1991. Le parlement serbe a proclamé la république serbe de Bosnie-et-Herzégovine (Republika Srpska) le 9 janvier 1992 dans ces régions .